# 飯沼春樹
飯沼 春樹（いいぬま はるき、1948年〈昭和23年〉4月19日 - ）は、日本の弁護士、税理士。

## 人物
福島県出身。幼少時は大阪府岸和田市で育ち、大阪府立三国丘高等学校を卒業後、東京大学法学部へ入学。
1973年（昭和48年）、東京大学法学部を卒業。同時に第28期司法試験に合格。司法修習の後、1976年（昭和51年）４月に第一東京弁護士会に弁護士登録を行い、弁護士活動を開始。
1978年（昭和53年）、独立し、自らの法律事務所を旗揚げした。弁護士としては民事事件を始め、不動産や金融などの商取引に関わる法律実務を専門に扱っている。

## 家族
実父は作詞家・作家の川内康範。両親が離婚し、かつ母親が再婚したため、「飯沼」姓は継父の苗字である。2007年（平成19年）に父親の川内と歌手の森進一との間に生じた確執（おふくろさん騒動）の際、父の死後、自らの決断で川内が再婚した妻など遺族関係者から委任状を取るなど事態打開に奔走した。そして、「森進一は今後は川内康範のオリジナル作品のみ歌唱すること」を条件として、「おふくろさん」を含め川内が作詞した全33曲を森が歌唱することを承諾したが、その際に「（既に当事者の一方が逝去しているため）和解ではない。これは川内が付けた封印を私が解いただけ」と説明した。このことから森進一の名曲が封印されなかった功績ともいえたことから父のヒット作である月光仮面をもじって「平成の月光仮面」と評価されることもあった。